# Алексієвка (Алексієвська сільська рада, Чаришський район)
Алексі́євка (рос. Алексеевка) — село у складі Чаришського району Алтайського краю, Росія.

## Населення
Населення — 544 особи (2010; 764 у 2002).
Національний склад (станом на 2002 рік):
- росіяни — 98 %